# Lillie Bridge Grounds

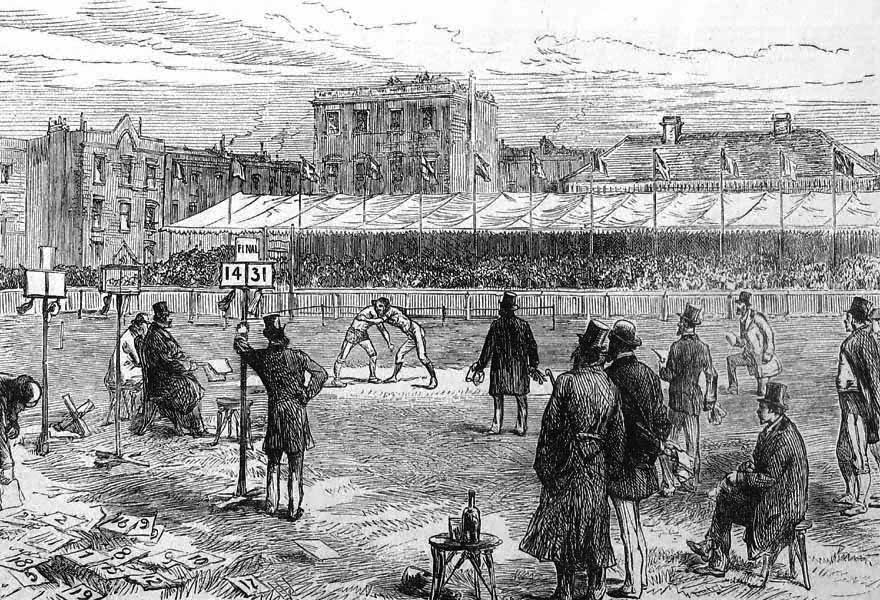
Zawody w zapasach na Lillie Bridge, w których uczestniczyli sportowcy z hrabstw Cumberland i Westmoreland

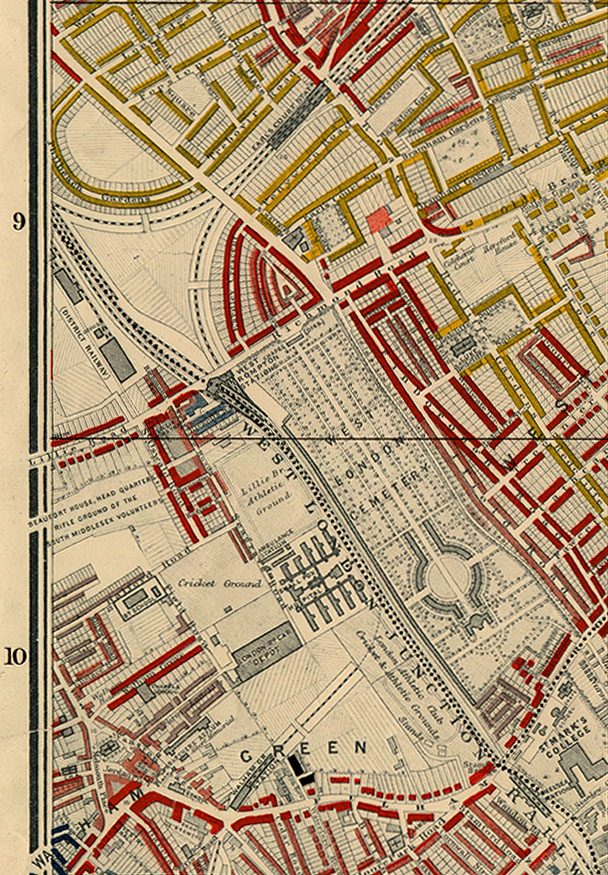
Fragment planu Londynu z 1889, z zaznaczonym Lillie Bridge Grounds (Little Br. Athletic Grounds) oraz poniżej stadionem Stamford Bridge (Cricket & Athletic Grounds)

Lillie Bridge Grounds – nieistniejący obiekt sportowy w Londynie, na którym odbywały się głównie zawody lekkoatletyczne, kolarskie oraz mecze krykietowe. W 1873 roku na Lillie Bridge rozegrano mecz finałowy Pucharu Anglii w piłce nożnej pomiędzy Wanderers a Oxford University.
Lillie Bridge otwarto w latach sześćdziesiątych XIX wieku po staraniach w 1865 walijczyka John Graham Chambers. Znajdował się w odległości ok. 500 metrów od miejsca, w którym położony jest dziś stadion Stamford Bridge.
W 1867 roku na Lillie Bridge odbyły się pierwsze w historii amatorskie walki bokserskie. W latach 1869–1872 swoje mecze rozgrywał tam zespół krykietowy Middlesex CCC.
Z obiektu korzystały także lekkoatletyczne kluby Amateur Athletic Club, London Athletic Club oraz Civil Service Athletic Club. W 1876 roku Marshall Brooks pobił na nim rekord świata w skoku wzwyż, skacząc 1 m 90,5 cm (6¼ stopy); wtedy to po raz pierwszy przekroczono wysokość 6 stóp (1 m 83 cm).
29 marca 1873 roku na Lillie Bridge odbył się finał Pucharu Anglii pomiędzy obrońcą trofeum Wanderers a zespołem Oxford University. Wanderers jako klub, który zwyciężył w poprzedniej edycji Pucharu i nie posiadający własnego stadionu, miał przywilej wybrania obiektu meczu finałowego; wybór padł na Lillie Bridge Grounds. Spotkanie obejrzało 3000 widzów. W tym samym dniu rozegrano zawody wioślarskie pomiędzy uniwersytetami z Oxfordu i Cambridge, znanych jako The Boat Race, dlatego mecz finału Pucharu Anglii rozpoczęto o godz. 11.00.
Obiekt Lillie Bridge przestał być używany w 1889 na skutek zamieszek które powstały z uwagi na rychłe zamknięcie zawodów bieżnych 18 września 1888, kiedy to stadion był już zapełniony sześcioma tysiacami widzów. Wybuch nieład, podpalono trybunę co przyczyniło się do zniszczenia głównej trybuny i bieżni. Ostatecznie zamknięto go w 1889. W jego miejscu powstały stacja rozrządowa kolejowa i skład na węgiel Brompton and Piccadilly Line do lat 1960 kiedy to Earls Court Exhibition Centre odkupił teren i założył parking dla ciężarówek obsługujących halę wystawową oraz miejsce na 1070 samochodów.